# 수동면 (함양군)
수동면(水東面)은 대한민국의 경상남도 함양군에 설치된 면이다.

## 개요
수동면은 명현을 제사하고 학문을 강론하여 인재를 키우던 남계서원, 청계서원, 구천서원, 화산서원이 있다. 특히 일두 정여창을 모신 남계서원은 한국에서 두 번째로 세워진 사액서원으로 그 역사적 가치가 매우 높다. 삼국시대에 축조된 연화산의 사근산성은 왜구의 침입을 막은 호국산성이며, 조선시대에 인근 15개 역을 거느린 사근역이 자리잡은 이곳은 영호남을 연결하는 교통의 요충지이기도 하다.
최근에는 수동농공단지, 원평농공단지(한국화이바), 함양일반산업단지(24만평)에 조립동을 완공하여 초저상 버스가 생산되고 있다. 친환경 농법으로 생산되고 있는 명품 양파를 생산하고, 도북 일원의 청정사과, 내백의 시설딸기 등 그 독특한 향과 맛으로 소비자들의 각광을 받고 있다.

## 행정 구역
수동면은 8개의 법정리(里)로 구성되어 있으며, 리는 아래의 목록과 같다.
- 내백리(內栢里)
- 도북리(道北里)
- 상백리(上栢里)
- 우명리(牛鳴里)
- 원평리(院坪里)
- 죽산리(竹山里)
- 하교리(下橋里)
- 화산리(花山里): 수동면 행정복지센터 소재지

## 교육
- 수동초등학교
- 상내백초등학교 (폐교) : 수동면 하교내백로 724 (내백리)
- 수동중학교